# Кюарнан
Кюарнан (фр. Cuarnens) — громада  в Швейцарії в кантоні Во, округ Морж.

## Географія
Громада розташована на відстані близько 85 км на південний захід від Берна, 19 км на північний захід від Лозанни.
Кюарнан має площу 7,1 км², з яких на 4,7% дозволяється будівництво (житлове та будівництво доріг), 64,7% використовуються в сільськогосподарських цілях, 30,5% зайнято лісами, 0,1% не є продуктивними (річки, льодовики або гори).

## Демографія
2019 року в громаді мешкало 486 осіб (+26,9% порівняно з 2010 роком), іноземців було 13,2%. Густота населення становила 68 осіб/км².
За віковим діапазоном населення розподілялося таким чином: 23,3% — особи молодші 20 років, 62,6% — особи у віці 20—64 років, 14,2% — особи у віці 65 років та старші. Було 195 помешкань (у середньому 2,5 особи в помешканні).
Із загальної кількості 134 працюючих 43 було зайнятих в первинному секторі, 27 — в обробній промисловості, 64 — в галузі послуг.